# CNGB1
цГМФ-зависимый канал бета 1, также известный как CNGB1, является геном человека, кодирующим белок ионного канала.
В организме человека, цГМФ-зависимые катионные каналы светочувствительных клеток палочек помогают регулировать ионный поток в наружном сегменте этих клеток в ответ на светоиндуцированные изменения уровня внутриклеточного цГМФ. Этот канал состоит из двух субъединиц, α и β; белок, кодируемый этим геном, предоставляет бета-субъединицы. Дефекты этого гена являются причиной пигментного ретинита типа 45. Существует три варианта транскриптов, кодирующих различные изоформы этого гена.